# إميل ستين
إميل ستين هو شخصية أعمال نرويجي، ولد في 1829، وتوفي في 1884.